# فرودگاه کارلوک
فرودگاه کارلوک (به انگلیسی: Karluk Airport) یک فرودگاه همگانی با کد یاتا KYK است که یک باند فرود شن دارد و طول باند آن ۶۱۰ متر است. این فرودگاه در شهر کارلوک، آلاسکا کشور ایالات متحده آمریکا قرار دارد و در ارتفاع ۴۱٫۸ متری از سطح دریا واقع شده است.